# Pentaria fuscula
Pentaria fuscula là một loài bọ cánh cứng trong họ Scraptiidae. Loài này được LeConte miêu tả khoa học năm 1862.